# دينيس إنغلمان
دينيس إنغلمان (بالألمانية: Dennis Engelman)‏ (8 فبراير 1995 بألمانيا - ) هو لاعب كرة قدم ألماني في مركز الدفاع. شارك مع منتخب ألمانيا الوطني لكرة القدم تحت 15 سنة ‏ ومنتخب ألمانيا تحت 16 سنة لكرة القدم. أما مع النوادي، فقد لعب مع باير 04 ليفركوزن وفورتونا كولن.

## وصلات خارجية
- دينيس إنغلمان على موقع قاعدة بيانات كرة القدم.إي يو (الإنجليزية)
- دينيس إنغلمان على موقع عالم كرة القدم.نت (الإنجليزية)